# Citología
La citología es una ciencia que según su etimología («Cito»: proveniente del griego que significa célula) estudia la célula y todo lo relacionado con su estructura, sus funciones con el microscopio y su importancia en la complejidad de los seres vivos. 

## Disciplinas
Según el tipo de estudios que se realicen se divide en:
- Biología celular: Se dedica al estudio de la anatomía, la función y la bioquímica celular en estado normal.
- Citopatología: Se encarga del estudio de la enfermedad celular, y de los cambios celulares que orientan el diagnóstico de las enfermedades.

## Otros usos
También se usa la palabra "citología" es  para referirse a:
- El material o muestra extraídos para estudio citológico o citodiagnóstico.
- El documento que contiene los resultados de un estudio citológico o citodiagnóstico.
- A los métodos de recogida de células para el análisis citopatológico, que son de dos tipos: citología exfoliativa y citología interventiva.[2]
- Según el órgano y tejido del cuerpo de donde se tome la muestra para su estudio citológico, se habla de citología: ginecológica, respiratoria, gastrointestinal, del tracto urinario (o de la orina), del riñón y la glándula suprarrenal, del hígado y el páncreas, del sistema nervioso central, del ojo, de la glándula salival, de mama, de tiroides, de ganglio linfático, de la efusión (de fluidos intracorporales), de tejido blando, hueso y piel.